# DWP
DWP (De Wite Peal) is een Nederlandse voetbalvereniging die tegenwoordig in Sintjohannesga in de provincie Friesland is gevestigd. De vereniging werd op 19 juni 1947 opgericht in het voormalig Rijkswerkkamp De Wite Peal aan de Kampweg in Rotsterhaule. Het eerste elftal van DWP speelt in de Derde klasse zaterdag (seizoen 2024/25).
De naam De Wite Peal is de witte grenspaal die stond tussen de voormalige gemeenten Haskerland en Doniawerstal. In 1939 ontstond op deze plaats Kamp De Wite Peal bij Rohel/Rotsterhaule. Voor de oorlog werden er werklozen in dit kamp gehuisvest die met de afgraving van het veen te werk werden gesteld. Tijdens de Tweede Wereldoorlog was er een doorgangskamp voor joden gevestigd, Vanaf 1951 werd dit kamp gebruikt voor de huisvesting van een aantal voormalige KNIL-militairen (Molukkers). In de volksmond sprak men meestal over het Ambonezenkamp. De bewoners raakten snel ingeburgerd waarbij enkelen ook lid werden van de voetbalvereniging D.W.P. Tussen 1954 en 1960 vertrokken de gezinnen en hebben ze zich verspreid over heel Nederland.
Gedenkteken Rijkskamp De Wite Peal
Een bijzonder mooi initiatief van het Histoarysk Wurkferband Skarsterlân en de stichting Ut Eigen Gea dat er op 26 april 2011 ter nagedachtenis aan alle bewoners een marmeren gedenkteken werd onthuld ter herinnering aan het Rijkskamp dat tot 1961 aan de Wolvedyk en Kampweg heeft gestaan.
Na eerst te hebben gevoetbald achter het kamp verhuisde DWP al snel naar een sportterrein aan de Straatweg waarop ook het vroegere D.W.P.(1931) al had gespeeld. Bij regenval was dit terrein vaak onbespeelbaar. In september 1951 verhuisde D.W.P. van Rotsterhaule naar het centrum van Sintjohannesga. 
Sportpark De Grie in het centrum van Sintjohannesga
Het heeft lang geduurd, maar eindelijk had D.W.P. in augustus 1975 de beschikking over een fraai sportveldencomplex. De velden werden aan het begin van het seizoen in gebruik genomen de kleedgelegenheid en kantine kon in maart 1976 in gebruik worden genomen. Een accommodatie waar D.W.P. supertrots op is vergelijkend naar het verleden. Een ander hoogtepunt uit de jongste geschiedenis van D.W.P. is het kunstgrasveld. Na jarenlang contact, en een zevental verzoeken tot uitbreiding of aanleg kunstgras, met de gemeente slaagde het bestuur er in om dit naar Sintjohannesga te halen. De officiële opening was op 17 september 2017. De opening werd gezamenlijk verricht door D.W.P. voorzitter Jan Boender en Durk Durksz wethouder gemeente De Fryske Marren.
Het laatste project waar wij als vereniging bijzonder trots en blij mee zijn is de nieuwe kleedruimte. Al jaren hebben we gebrek aan kleedruimte. Na een gedegen voorbereiding voor financiering en bouw zijn we in maart 2020 gestart met de verdere uitbreiding van de kleedgebouwen met daarin twee extra kleedboxen, een technische ruimte (ketel e.d.), een extra scheidsrechterkleedruimte en een materiaalruimte voor onze machines. Deze uitbreiding stond al langere tijd op ons verlanglijstje en nu gaat het er eindelijk van komen. Een nieuwe mijlpaal in de geschiedenis van D.W.P. waarmee we weer jaren vooruit kunnen. Met dank aan de enthousiaste grote groep vrijwilligers, juist in deze moeilijke coronatijdperk, bijgestaan door enkele plaatselijke ondernemers. De officiële opening is verricht op zaterdag 4 juni 2022 tijdens het Jubileumfeest 75 jaar DWP.

## Competitieresultaten 1949–2024
| 1 3B |

| 1 2A |

| 1 1A |

| 9 4A |

| 1 1A |

| 6 4A |

| 3 4A |

| 1 4A |

| 3 4A |

| 4 4A |

| 8 4A |

| 8 4A |

| 9 4A |

| 9 1A |

| 3 1A |

| 4 1A |

| 5 1A |

| 2 1A |

| 9 4A |

| 6 4A |

| 11 4A |

| 8 1A |

| 8 1A |

| 6 1A |

| 2 1A |

| 7 1A |

| 8 1A |

| 9 1A |

| 3 1A |

| 4 1A |

| 7 1A |

| 3 1A |

| 8 1A |

| 6 1A |

| 5 1A |

| 6 1A |

| 4 1A |

| 2 1A |

| 2 1A |

| 4 4A |

| 2 4A |

| 7 4A |

| 6 4A |

| 7 4A |

| 4 4A |

| 10 4A |

| 11 4A |

| 4 |

| 4 4A |

| 6 4B |

| 9 4B |

| 11 4A |

| 4 5A |

| 6 4A |

| 4 4A |

| 3 4A |

| 7 3A |

| 8 3A |

| 10 3A |

| 12 3A |

| 7 4A |

| 2 4A |

| 13 3A |

| 8 4A |

| 4 4A |

| 1 4A |

| 2 3A |

| 8 3A |

| 2 3A |

| 5 3A |

| 10 3A |

| -- 3A |

| -- 3A |

| 8 3A |

| 7 3A |

| 6 3A |

| Derde klasse | Vierde klasse | Vijfde klasse | Hoofdklasse FVB | Eerste klasse FVB | Tweede klasse FVB | Derde klasse FVB |

In elke staaf van de grafiek staat van boven naar beneden vermeld: 
- Eindnotering

Dit is de positie die de club heeft bereikt in de competitie, zonder eventuele beslissings-, play-off- of nacompetitiewedstrijden die nodig zijn geweest om bijvoorbeeld de kampioen van de competitie te bepalen.
Indien een * achter het getal staat is de notering een tussenstand en kan het zijn dat de notering niet overeenkomt met de uiteindelijke eindstand van de competitie.
Staat er een - dan is het seizoen nog bezig en is er geen definitieve uitslag bekend.
Staat er xx op de positie van de notering, dan heeft de club vroegtijdig de competitie verlaten. Dit kan onder andere komen door terugtrekking van het team, faillissement van de club of door een uitgedeelde straf van de KNVB. In veel gevallen staat elders in het artikel de reden vermeld.
Staat er een ? dan is het resultaat uit het verleden onbekend, en is alleen de competitie of het niveau bekend van dat seizoen.
In de seizoenen 2019/20 en 2020/21 werd wegens de coronacrisis het amateurvoetbal afgebroken. Daardoor kennen deze staven geen eindklassering (middels -- weergegeven).
- Competitieniveau en afdelingsletter of Officiële eindstand Eredivisie
  - Competitieniveau en afdelingsletter

Hierbij geeft het getal het niveau weer, dat ook terug te vinden is in de legenda. De letter is de afdelingsaanduiding en wordt gebruikt wanneer er meer afdelingen zijn op hetzelfde niveau. De afdelingsletter is altijd een hoofdletter en wordt meestal zonder nummer gebruikt.
Voorbeeld: 2F is niveau 2e klasse competitie F.
Het competitieniveau en nummer wordt niet vermeld wanneer er slechts één competitie van dit niveau was.
  - Officiële eindstand Eredivisie (getal staat tussen haakjes vermeld)

Sinds de introductie van play-offwedstrijden voor Europees voetbal na afloop van de reguliere competitie in 2005/06, is de KNVB verplicht een eindstand van de Eredivisie door te geven aan de UEFA aan de hand van deze play-offwedstrijden.
Bij deze eindstand staan clubs die zich hebben gekwalificeerd voor Europees voetbal hoger dan clubs die zich niet wisten te kwalificeren. Indien er geen verschil was tussen de eindnotering en de officiële eindstand, staat dit getal niet vermeld.

- Onderafdeling

Hier staat afgekort de naam van de onderafdeling indien de club in dat jaar in een onderafdeling uitkwam. Tevens staat deze afkorting in de legenda en wordt gelinkt naar het artikel over deze onderafdeling. Deze afkorting wordt alleen vermeld wanneer de club in het verleden in verschillende onderafdelingen heeft gespeeld. Deze vermelding is in de staaf altijd in kleine letters. Deze onderafdelingen zijn na het seizoen 1995/96 afgeschaft. Heeft de club in slechts één onderafdeling gespeeld, dan is dit alleen terug te vinden in de legenda.
Onder de staaf staat het jaartal vermeld waarin het seizoen is afgesloten. 15 verwijst naar het seizoen 2014/15 of eventueel het seizoen 1914/15.
Wanneer een staaf leeg is, zijn deze gegevens niet bekend. Het kan ook zijn dat de club dat seizoen niet heeft meegespeeld op het hogere amateurniveau, vroegtijdig de competitie heeft verlaten of uit de competitie is gezet.

In het seizoen 1944/45 was er wegens de Tweede Wereldoorlog geen regulier competitievoetbal.
RKVV Bakhuizen · VV Balk · VV CVVO · VV Delfstrahuizen · DWP · VV EBC · FFS · SC Joure · VV Langweer · VV Lemmer · VV NOK · VV Oudehaske · Renado · VV Sleat · VVI · SV de Wâlde
1. ↑  Historie v.v. D.W.P.. vv DWP. Geraadpleegd op 27 november 2024.